# Benjamín Rojas

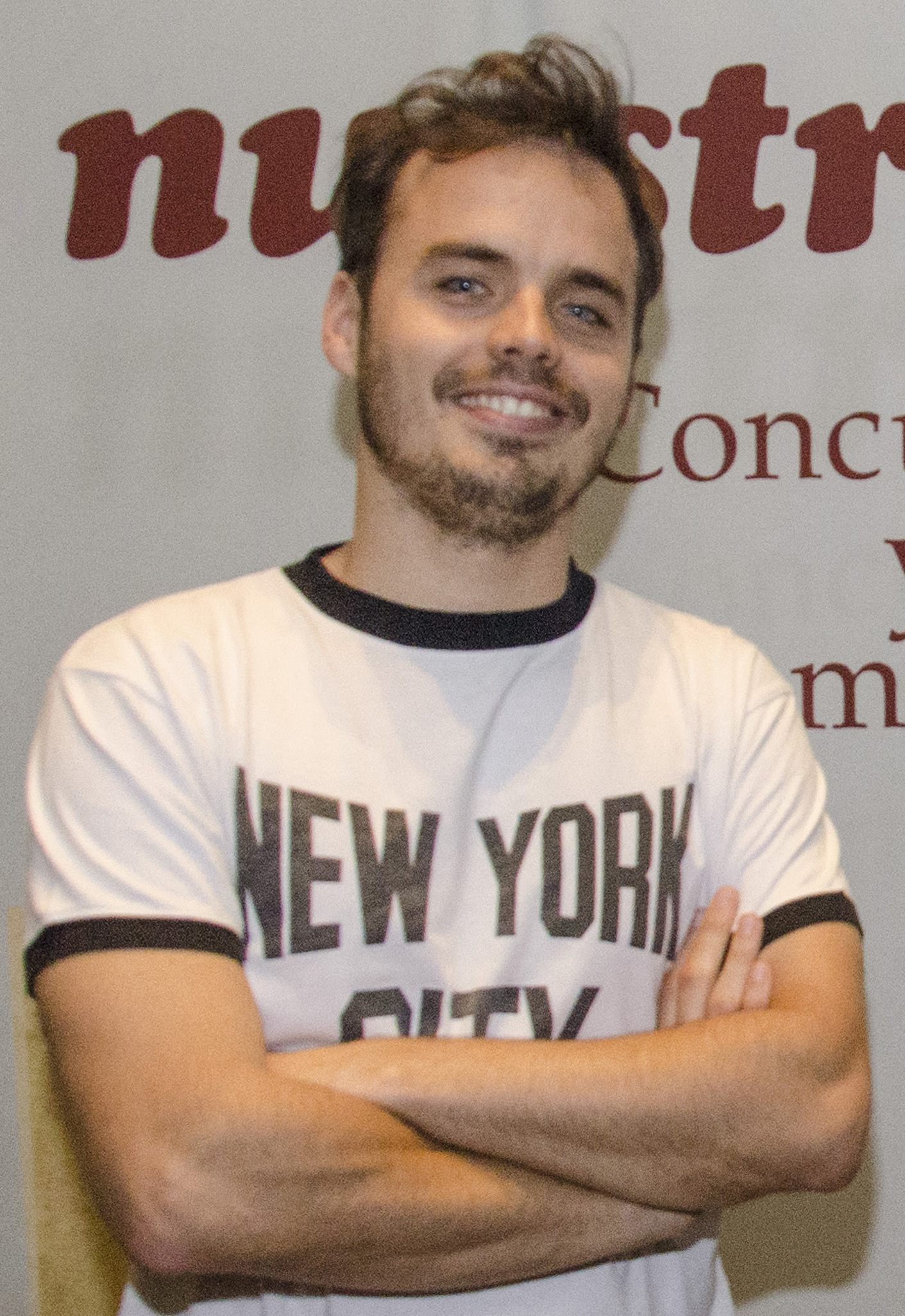
Benjamín Rojas, 2015

Benjamín Rojas Pessi (* 16. April 1985 in La Plata, Argentinien) ist ein argentinischer Schauspieler und Sänger der Band Erreway. Bekanntheit in Deutschland erhielt er durch Rebelde Way und Jake & Blake.

## Leben

### Privatleben
Rojas wurde 1985 in der argentinischen Stadt La Plata geboren und besuchte den dortigen Sportverein, in dem er Rugby spielte. Zwischen 2001 und 2004 hatte Rojas eine Beziehung mit seiner Serien- und Bandkollegin Camila Bordonaba. Von 2004 bis 2008 war er mit dem argentinischen Model Maria Del Cerro zusammen. Er spricht fließend Spanisch und Englisch.

### Karriere
Rojas’ Schauspielkarriere begann 1998 mit seiner Rolle als Yago in Cris Morenas Kinderserie Chiquititas. Nach der Umstrukturierung der Serie im Folgejahr stellte er Bautista Arce dar, den er über drei Jahre und auch im angeschlossenen Fernsehfilm Chiquititas: Rincón de Luz verkörperte.
Im Rahmen der Fernsehserie Rebelde Way – Leb dein Leben formte sich im Jahr 2002 die Band Erreway aus den Seriendarstellern Rojas, Camila Bordonaba, Felipe Colombo und Luisana Lopilato. Die Gruppe veröffentlichte drei Studioalben, die durch die Popularität der Serie vor allem in Lateinamerika kommerziell sehr erfolgreich waren.
Nach Chiquititas und Rebelde Way spielte Rojas in den Jahren 2004 und 2006 in zwei weiteren Cris-Morena-Produktionen mit: Floricienta und Alma Pirata. Bei beiden Serien war er – nun als Solokünstler – auch am Soundtrack beteiligt. Rojas verkörperte seine Rollen auch in den Theaterversionen der Serien Chiquititas (2001), Floricienta (2005) und Alma Pirata (2006). Im Februar 2008 feierte das Stück El Libro de la Selva (Das Dschungelbuch) Premiere, in dem Rojas als Mowgli auftritt. Zum Ende des Jahres unterschrieb er einen Vertrag mit dem Disney Channel. In der Serie Jake & Blake spielte er 2009 die namensgebenden Zwillinge. Für dieses Engagement sagte er seine Rolle in Cinderella mit Luisana Lopilato ab.

## Diskografie

### Mit Erreway
→ Siehe: Diskografie der Band Erreway

### Soundtracks
- 1998: Chiquititas Vol. 4
- 1999: Chiquititas Vol. 5
- 2000: Chiquititas Vol. 6
- 2001: Chiquititas Vol. 7
- 2001: Chiquititas: Rincón de Luz
- 2004: Floricienta
- 2006: Alma Pirata
- 2007: Casi Ángeles

## Filmografie

### Filme
- 2001: Chiquititas: Rincón de Luz
- 2004: Erreway: 4 Caminos
- 2008: Kluge
- 2008: La leyenda
- 2009: Horizontal/Vertical

### Fernsehserien
- 1998–2001: Chiquititas
- 2002–2003: Rebelde Way – Leb dein Leben (Rebelde Way)
- 2004–2005: Floricienta
- 2006: Alma pirata
- 2007/2009: Casi Ángeles
- 2009: Jake & Blake